# Штернбергіт

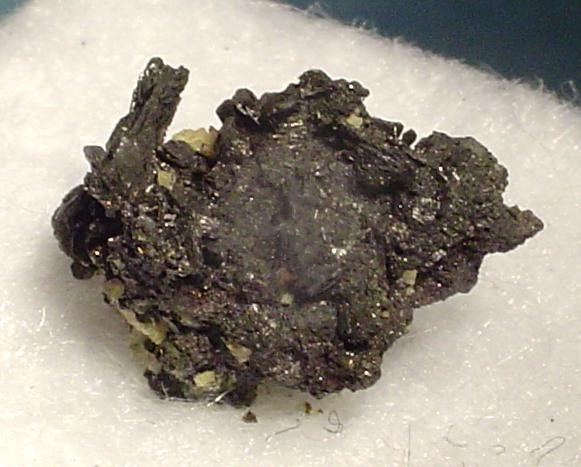
Штернбергіт

Штернбергіт (рос. штернбергит; англ. sternbergite; нім. Sternbergit m) — сульфід срібла і заліза. Названий за прізвищем чеського натураліста, графа К. Штернберґа (C.Sternberg), W.K.Haidinger, 1827.

## Опис
Хімічна формула: AgFe2S3. Містить (%): Ag — 34,17; Fe — 35,37; S — 30,46. Сингонія ромбічна. Ромбо-дипірамідальний вид. Форми виділення: тонкопластинчасті кристали, віялоподібні, кущовидні, сноповидні або листуваті аґреґати, грудкуваті маси, скупчення розеток, субпаралельні зростання. Двійники. Спайність по (001) досконала. Густина 4,1-4,3. Тв. 1,0-1,6. Колір бронзово-жовтий, бурий, коричнюватий. Риса чорна. Блиск металічний.

## Розповсюдження
Зустрічається в поліметалічних родовищах. Супутні мінерали: стефаніт, піраргірит, прустит, пірит, арґентит, інші сульфіди. Рідкісний. Знахідки: Гарц, Саксонія (ФРН), Яхімов (Чехія), Урал (РФ). За прізв. чеськ. натураліста, графа К.Штернберґа (C.Sternberg), W.K.Haidinger, 1827.